# مسجد العزيزية (لندن)
مسجد العزيزية (بالإنجليزية: Aziziye Mosque، بالتركية: Aziziye Camii)، مسجد يقع في ستوك نوينغاتون [الإنجليزية] في لندن بإنجلترا، المملكة المتحدة. تم تمويل بناء المسجد من قبل جمعية البريطانية التركية الإسلامية منذ عام 1983. ويستوعب المسجد، ذو الطراز العثماني، ألفَي (2000) مصلٍّ. ويتبع المسجد محلات جزارة تقدم اللحوم الحلال، ومركز تعليمي لعقد دروس في نهاية الأسبوع، وقاعة للأعراس ومطعم.
بني هذا المبنى عام 1913 على اعتباره سينما بالأساس وليس مسجداً باسم «أبوللو بيكتشر هاوس» (بالإنجليزية: Apollo Picture House)‏، وأعيد افتتاحه باسم «سينما السفير» (بالإنجليزية: Ambassador Cinema)‏. ومنذ عام 1974، أصبح اسمها «سينما أسترا» (بالإنجليزية: Astra Cinema)‏، واشتهرت بعرض أفلام إباحية حتى أغلقت عام 1983. ومن ثم بيعت للجمعية وأصبحت مسجداً للمسلمين.